# Xirocourt
Xirocourt é uma comuna francesa na região administrativa de Grande Leste, no departamento de Meurthe-et-Moselle. Estende-se por uma área de 11,32 km². Em 2010 a comuna tinha 445 habitantes (densidade: 39,3 hab./km²).